# 1749 w literaturze
Wydarzenia literackie w 1749 roku.

## Nowe książki

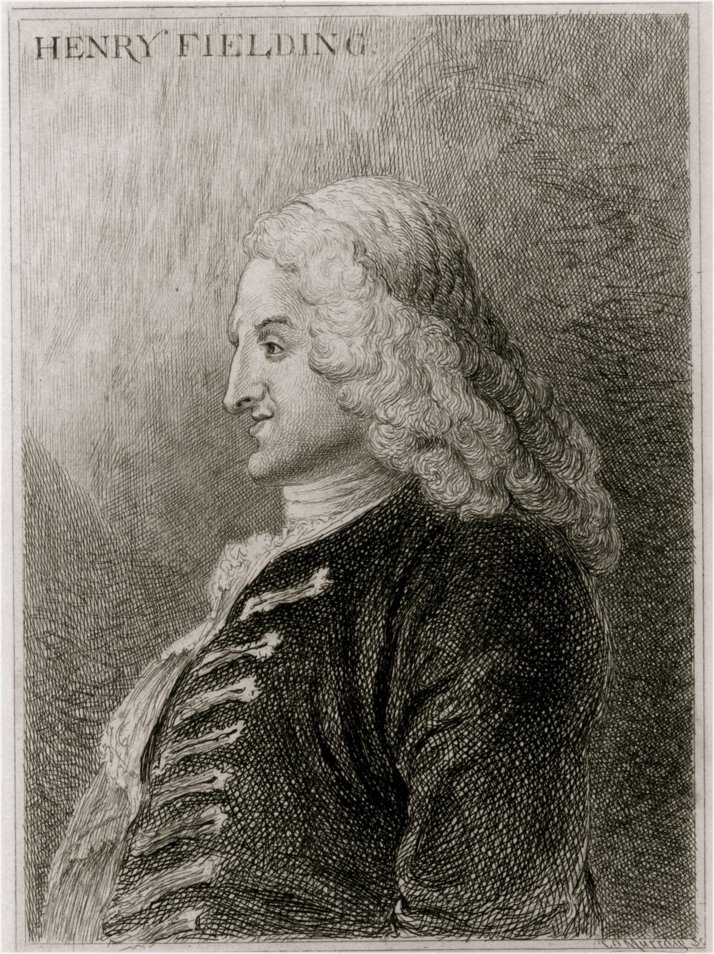
Henry Fielding

- Henry Fielding   - Historia życia Toma Jonesa, czyli dzieje podrzutka

## Urodzili się
- 28 sierpnia – Johann Wolfgang von Goethe, niemiecki poeta, dramaturg, prozaik (zm. 1832)